# Hop (Netzwerktechnologie)

Drahtloses Multi-Hop-Netz

Hop [hɔp] (engl. „Hopser“, „Etappe“) nennt man in Rechnernetzen einen Zwischenschritt auf dem Weg von einem Netzsegment bzw. Subnetz zum nächsten. Allgemein wird der Begriff Hop auch als Synonym für die Zwischenstation selbst verwendet, also für den Router bzw. das Gateway. Der Sender (z. B. ein Computer oder ein Router) definiert hier den next hop als das Gerät, welches den Zugang in das nächste Netzwerksegment/Subnetz gewährt.
In einem Computernetz werden die binären Informationen in Datenpakete aufgeteilt, die solange von Zwischenstation zu Zwischenstation (vgl. Router) weitergereicht werden, bis sie den Adressaten erreicht haben. Den Übergang von einem Netzwerksegment zum nächsten nennt man Hop, weil das Paket bildlich gesprochen einen Schritt weiter „hopst“.
Man unterscheidet
- Single-Hop-Verbindungen, bei denen zwischen Absender und Empfänger genau ein Hop liegt
- Multi-Hop-Verbindungen, bei denen die Pakete über mehrere Zwischenstationen weitergegeben werden. In Multi-Hop-Netzen spricht man auch von der n-Hop-Nachbarschaft eines Knotens, wobei n eine natürliche Zahl ist; zu der n-Hop-Nachbarschaft gehören alle Netzknoten, die vom betrachteten Knoten aus über höchstens n Hops erreicht werden können.

Der Hop Count (engl. „Hop-Anzahl“) ist die Anzahl von Zwischenstationen, die ein Paket auf dem Weg vom Absender zum Adressaten überwinden muss. Üblicherweise entspricht diese Zahl der Anzahl von Routern, Gateways oder Level 3-Switchen auf dem Weg zum Zielgerät. Der Hop Count kann beispielsweise mit dem Diagnosewerkzeug Traceroute ermittelt werden. Einfache Routing-Protokolle wie RIP v1/v2 ermitteln über die Zahl der Hops die kürzeste Route zum Zielgerät (Host).
Auf Hops basiert der Ansatz Time to Live (TTL), bei dem eine Zählvariable im Datenpaket selbst mit jedem Hop um eins reduziert wird. Erreicht die Zählvariable den Wert null, so wird das Paket verworfen, also nicht mehr weitergeleitet und gelöscht. Auf diese Weise kann verhindert werden, dass Datenpakete endlos durch das Netz irren und Ressourcen vergeuden, falls sich aufgrund von fehlerhaftem Routing Kreisrouten bilden.